# 卡拉韋拉島

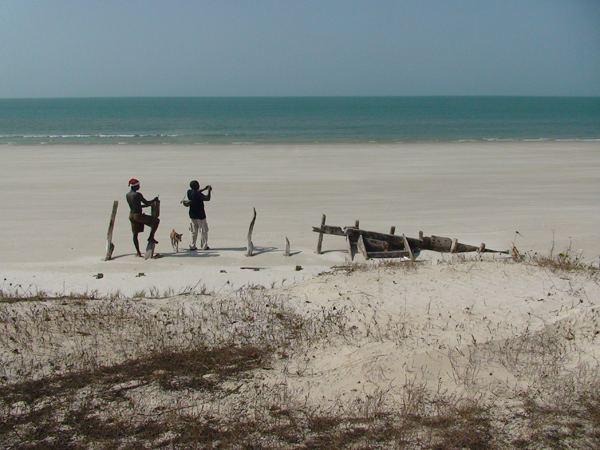

卡拉韋拉島（Caravela）是幾內亞比紹的島嶼，位於大西洋海域，由博拉馬區負責管轄，屬於比熱戈斯群島的一部分，面積128平方公里，海岸線長度56公里，島上有茂密的紅樹林。
11°34′N 16°16′W / 11.567°N 16.267°W